# Lake Colac
Lake Colac är en sjö i Australien. Den ligger i delstaten Victoria, omkring 130 kilometer sydväst om delstatshuvudstaden Melbourne. Lake Colac ligger 115 meter över havet. Arean är 26,8 kvadratkilometer. Den sträcker sig 7,5 kilometer i nord-sydlig riktning, och 6,2 kilometer i öst-västlig riktning.
Följande samhällen ligger vid Lake Colac:
- Colac (9 089 invånare)

Trakten runt Lake Colac består till största delen av jordbruksmark. Runt Lake Colac är det mycket glesbefolkat, med 4 invånare per kvadratkilometer. Genomsnittlig årsnederbörd är 921 millimeter. Den regnigaste månaden är juni, med i genomsnitt 126 mm nederbörd, och den torraste är februari, med 37 mm nederbörd.